# Jantar Mantar (Jaipur)
Das Jantar Mantar (Hindi: जंतर मंतर) ist ein historisches Bauwerk in Jaipur, der Hauptstadt des indischen Bundesstaates Rajasthan. Das vorwiegend in den 1720er und 1730er Jahren zu astronomischen Zwecken errichtete Bauwerk umfasst, neben 18 weiteren übergroßen Instrumenten, unter anderem die mit einer Höhe von 27 Metern weltgrößte steinerne Sonnenuhr und wurde im Jahre 1948 als State Protected Monument in die Liste der indischen Monuments of National Importance aufgenommen (Kennzahl: S-RJ-92).
Bei der 34. Sitzung des Welterbekomitees im Sommer 2010 wurde es von der UNESCO als Weltkulturerbe eingetragen.

## Name
Der Name Jantar Mantar leitet vom Wort yantra, was so viel wie Instrument oder Maschine bedeutet, und dem Wort mantrana, für Formel bzw. Berechnung, her. Somit kann der Name Jantar Mantar wörtlich übersetzt als Recheninstrument bezeichnet werden.

## Zweck
Der als Amateurastronom bekannte Maharadscha Jai Singh II. bemerkte, dass das in seiner Zeit verwendete Zīdsch (engl. Zij), ein islamisches astronomisches Buch, das Parameter tabellarisch auflistete, die für astronomische Berechnungen der Positionen von Sonne, Mond, Sternen und Planeten verwendet wurden, Fehler aufweist. So bemerkte er unter anderem das insbesondere die Vorhersagen der Position von den genannten Himmelsobjekten nicht mit den auf der Tabelle berechneten Positionen übereinstimmten. Deshalb ließ er ab den 1720er Jahren verteilt auf sein Herrschaftsgebiet fünf Observatorien errichten, um ein genaueres Zīdsch zu schaffen. Die so von Jai Singh erstellten Tabellen wurden zu Ehren des zu dieser Zeit herrschenden Großmoguls Indiens Muhammad Shah in den Jahren 1727 bis 1735 im 400 Seiten umfassenden Werk Zīdsch-i Muhammad Shahi (engl. Zij-i Muhammad Shahi) zusammengefasst. Das Buch wurde für etwa ein Jahrhundert verwendet, fand jedoch außerhalb Indiens kaum Beachtung.

## Geschichte
Über den Beginn der Bauarbeiten unter dem Stadtgründer und Hobbyastronomen Jai Singh II., dem Maharadscha von Amber, dem späteren Fürstenstaat Jaipur, ist nichts Genaueres bekannt. Jedoch soll der Baubeginn in den 1720er Jahren stattgefunden haben, da einige der errichteten Instrumente auf das Jahr 1728 zurückgehen. Das Jantar Mantar von Jaipur ist eines von fünf Jantar Mantars, das Jai Singh im Laufe seiner Regentschaft erbauen ließ, wovon das 1724 offiziell eingeweihte Jantar Mantar in Delhi als das erste dieser fünf gilt. Da die letzten Bauarbeiten in Jaipur erst im Jahre 1734 bzw. laut anderen Quellen auch 1738 ihren Abschluss fanden, kann dieses Bauwerk als das jüngste der fünf angesehen werden. Daneben existieren heute noch das Jantar Mantar in Varanasi und das Ved Shala, auch Jantar Mantar Ujjain genannt, in Ujjain. Das Jantar Mantar in Mathura und die Festung, in der es sich befand, wurde noch vor 1857, dem Jahr des indischen Aufstandes, abgerissen. Obwohl der Herrscher durch Forschungsarbeiten ausländischer Astronomen und den Rat seiner Lehrer, darunter auch seine Mutter, beeinflusst wurde, hat er etliche der Messinstrumente selbst entworfen. Des Weiteren wurden die Instrumente aus Mauerwerk, Stein und Messing nach astronomischen und instrumentellen Gestaltungsprinzipien alter hinduistischer Sanskrit-Texte konstruiert. Die Übergröße der Instrumente sollte die Beobachtung astronomischer Positionen mit bloßem Auge ermöglichen.
Die mit gelblichem Gips überzogenen Dreiecke, Kreise und Säulen aus Ziegelstein, die das Observatorium bilden, wurden als zentraler Punkt der am 17. November 1727 gegründeten Stadt errichtet und befinden sich heute am südlichen Hof des Palastkomplexes des Stadtpalastes von Jaipur und des ebenfalls nicht weit entfernten und zum Stadtpalast gehörenden Hawa Mahal. Heute gilt das Jantar Mantar in Jaipur als das vollständigste und am besten erhaltene Observatorium, das nach ptolemäischer Tradition erbaut wurde. Der Bau wurde teilweise stark von früheren großen Observatorien in Zentralasien, Persien und China beeinflusst. Zu Lebzeiten Jai Singhs galt das Jantar Mantar als sehr aktiv und war durchgehend mit mindestens 20 Astronomen besetzt und war auch nach dem Tod des Maharadschas im Jahre 1743 bis ins Jahr 1800 nahezu ununterbrochen in Betrieb. So wurden in diesem Zeitraum mindestens zwei größere Reparaturarbeiten durchgeführt. Unter der Regentschaft von Pratap Singh, der mitunter auch Restaurierungsarbeiten durchführen ließ, entstand ein kleiner Tempel, der Bhairav Temple, der sich heute noch immer auf dem Komplex befindet.
Kurzzeitig diente der Komplex unter Pratap Singh als Waffenfabrik, in der Kanonen gegossen und geformt wurden. Dafür wurden unter anderem zwei Brunnen und zwei Öfen sowie eine aufwendige Maschine zum Formen der Kanonen gebaut. Im Laufe des 19. Jahrhunderts wurde das Gelände jedoch nicht mehr permanent als Observatorium genutzt und von Zeit zu Zeit zwischen Perioden geringer Aktivität oder völliger Außerbetriebnahme wiedereröffnet. Einige wichtige Restaurierungen erfolgten Ende des 19. Jahrhunderts unter Ram Singh II. und, nach einer abermaligen Vernachlässigung, hauptsächlich in den Jahren 1901/02 unter britischer Herrschaft in der Regentschaft von Madho Singh II. Die Arbeiten wurde dabei von Lieutenant/Major Arthur Garrett (1875–1920), einem britischen Amateurastronomen, der zum Assistant State Engineer des Jaipur-Distrikts ernannt worden war, geleitet.
Fortan wurde das Observatorium als Monument und markante Landmarke von Rajasthan angesehen und entwickelte sich im Laufe der Jahrzehnte zu einem vielbesuchten Ausflugsziel. Neben dem Jantar Mantar in Delhi zählt das in Jaipur zu den beiden bekanntesten und am meisten besuchten Jantar Mantars, da die beiden sich auch in wichtigen und großen Touristengebieten befinden. Im Laufe des 20. Jahrhunderts kam es immer wieder zu kleinen oder auch größeren Restaurierungsarbeiten, wovon die letzte größere Restaurierung in den Jahren 2006/07 stattfand.

## Beschreibung der 19 Instrumente
Das Observatorium besteht aus neunzehn Instrumenten – je nach Quellenlage werden oftmals auch nur 18 Instrumente angegeben –, die der Zeitmessung, der Vorhersage von Sonnenfinsternissen, der Verfolgung der Position wichtiger Sterne auf der Erdumlaufbahn um die Sonne, der Ermittlung der Deklination von Planeten und der Bestimmung der Himmelshöhen und der damit verbundenen Ephemeriden dienen.
Die Instrumente sind im Folgenden in alphabetische Reihenfolge aufgeführt:
- Chakra Yantra ist ein Gebilde aus vier Halbkreisbögen, auf die ein Gnomon einen Schatten wirft, wodurch die Sonne zu vier festgelegten Tageszeiten dekliniert wird. Die hierdurch resultierende Uhrzeit entsprechen dem Mittag an vier Observatorien auf der ganzen Welt (Greenwich im Vereinigten Königreich, Zürich in der Schweiz, Notke in Japan und Saitchen im Pazifik).
- Dakshin Bhitti Yantra
- Digamsha Yantra
- Disha Yantra
- Dhruva Darshak Pattika
- Jai Prakash Yantra
- Kapali Yantra
- Kanali Yantra
- Kranti Vritta Yantra
- Laghu Samrat Yantra
- Misra Yantra
- Nadi Valaya Yantra
- Palbha Yantra
- Rama Yantra
- Rashi Valaya Yantra
- Shastansh Yantra
- Unnatamsa Yantra
- Vrihat Samrat Yantra
- Yantra Raj Yantra